# Marc Loving
Marc Loving Jr. (Toledo, Ohio, 16 de septiembre de 1994) es un baloncestista estadounidense que actualmente forma parte de la plantilla del Atenas de la Liga Nacional de Básquet de Argentina. Con 2,03 metros de estatura, juega en la posición de alero.

## Trayectoria deportiva

### Universidad
Jugó cuatro temporadas con los Buckeyes de la Universidad Estatal de Ohio, en las que promedió 10,0 puntos, 3,8 rebotes y 1,1 asistencias por partido.

### Profesional
Tras no ser elegido en el Draft de la NBA de 2017, fichó por los Philadelphia 76ers para disputar la pretemporada, aunque la intención final era la de asignarlo a su filial en la G League, los Delaware 87ers. Allí jugó una temporada en la que promedió 6,1 puntos y 2,6 rebotes por partido.
El 16 de octubre de 2018, los Agua Caliente Clippers adquirieron los derechos sobre Loving, en un acuerdo entre tres equipos.
En 2020, firma por el Oroszlányi Bányász de la A Division húngara.
En 2021, firma por los Leicester Riders de la British Basketball League. En agosto de 2022, renovaría por otra temporada más.
En noviembre de 2024 fichó con el BC Prievidza de la Slovenská Basketbalová Liga.
El 12 de agosto de 2025 fue anunciado como contratación del Atenas de Córdoba de la Liga Nacional de Básquet de Argentina.